# Borophaga subsultans
Borophaga subsultans är en tvåvingeart som först beskrevs av Carl von Linné 1767.  Borophaga subsultans ingår i släktet Borophaga och familjen puckelflugor.
Artens utbredningsområde är Sverige. Arten är reproducerande i Sverige. Inga underarter finns listade i Catalogue of Life.